# Thelaira solivaga
Thelaira solivaga är en tvåvingeart som först beskrevs av Harris 1780.  Thelaira solivaga ingår i släktet Thelaira och familjen parasitflugor. Arten är reproducerande i Sverige. Inga underarter finns listade i Catalogue of Life.